# Нокучич

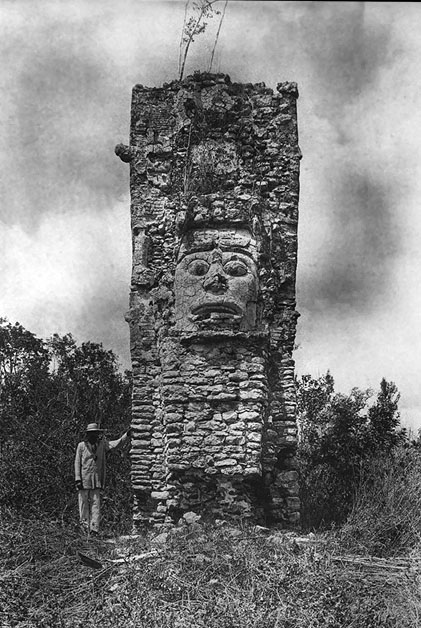
Столб с лицом. Фотограф Теоберт Малер, 1889

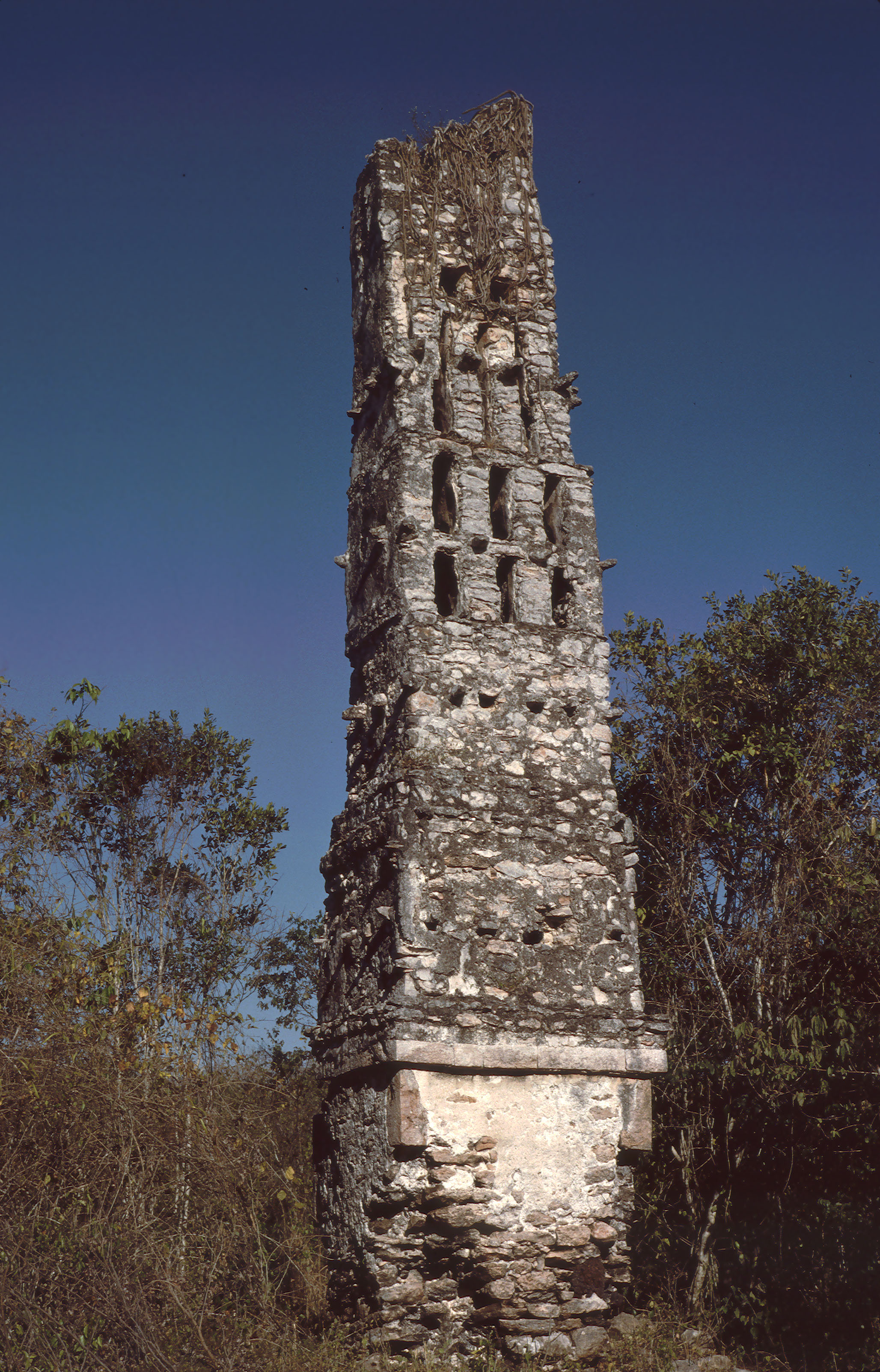
Филигранная башня

Нокучич (Nocuchich) — небольшое поселение цивилизации майя в Мексике, расположенное на полуострове Юкатан в штате Кампече, примерно в 8 км к востоку от городка Хопельчен. Здания относятся к стилю Ченес.
Первые фотографии и сообщения о данном поселении сделал Теоберт Малер в 1889 году.
Наряду с несколькими сильно повреждёнными зданиями Малер обнаружил два уникальных монумента. Оба представляют собой обелискообразные конструкции. На первом, высотой около 7 метров, в центре было изображено огромное лицо, на котором виднелись остатки красной краски. Археолог из США Гарри Поллок в 1936 г. обнаружил этот монумент почти в таком же хорошем состоянии, как и Малер, и описал его. Примерно в 1970-е годы монумент был разрушен, предположительно из суеверных побуждений; разрушить его было тем более легко, что он уже в древности стал наклоняться.
Сохранилась почти неповреждённой 9-метровая филигранная башня без каких-либо фигурных элементов (которые, однако, могли существовать на штуковом покрытии, о наличии которого свидетельствуют многочисленные каменные выступы, служившие для его крепления).